# Најдлинген
Најдлинген (њем. Neidlingen) општина је у њемачкој савезној држави Баден-Виртемберг. Једно је од 44 општинска средишта округа Еслинген. Према процјени из 2010. у општини је живјело 1.849 становника. Посједује регионалну шифру (AGS) 8116043.

## Географски и демографски подаци
Најдлинген се налази у савезној држави Баден-Виртемберг у округу Еслинген. Општина се налази на надморској висини од 456 метара. Површина општине износи 12,6 km². У самом мјесту је, према процјени из 2010. године, живјело 1.849 становника. Просјечна густина становништва износи 147 становника/km².